# 大果爬藤榕
大果爬藤榕（学名：Ficus sarmentosa var. duclouxii）为桑科榕属下的一个变种。

## 扩展阅读
- 維基物種上的相關：大果爬藤榕